# Gerd A. Müller
Gerd Alfred Müller, född 1932, död 1991, var en formgivare av industriprodukter. Müllers mest kända produkter kommer från hans tid på Braun och senare som självständig formgivare i uppdrag för Lamy. 
Gerd Alfred Müller studerade från 1952 på Werkkunstschule Wiesbaden och anställdes 1955 på Braun. På Braun skapade han bland annat rakapparaten SM 3 (1960), en föregångare till Braun Sixtant. Han kom från 1960-talet och framåt att återkommande formge Lamys pennor, den mest kända modellen Lamy 2000 som tillverkas än idag. Lamy 2000 var något helt nytt med makrolon som material och kombinationen av rostfritt stål och plast. Müller formgav även Lamy unic, LAMYcp1 och Lamy twin.

## Galleri

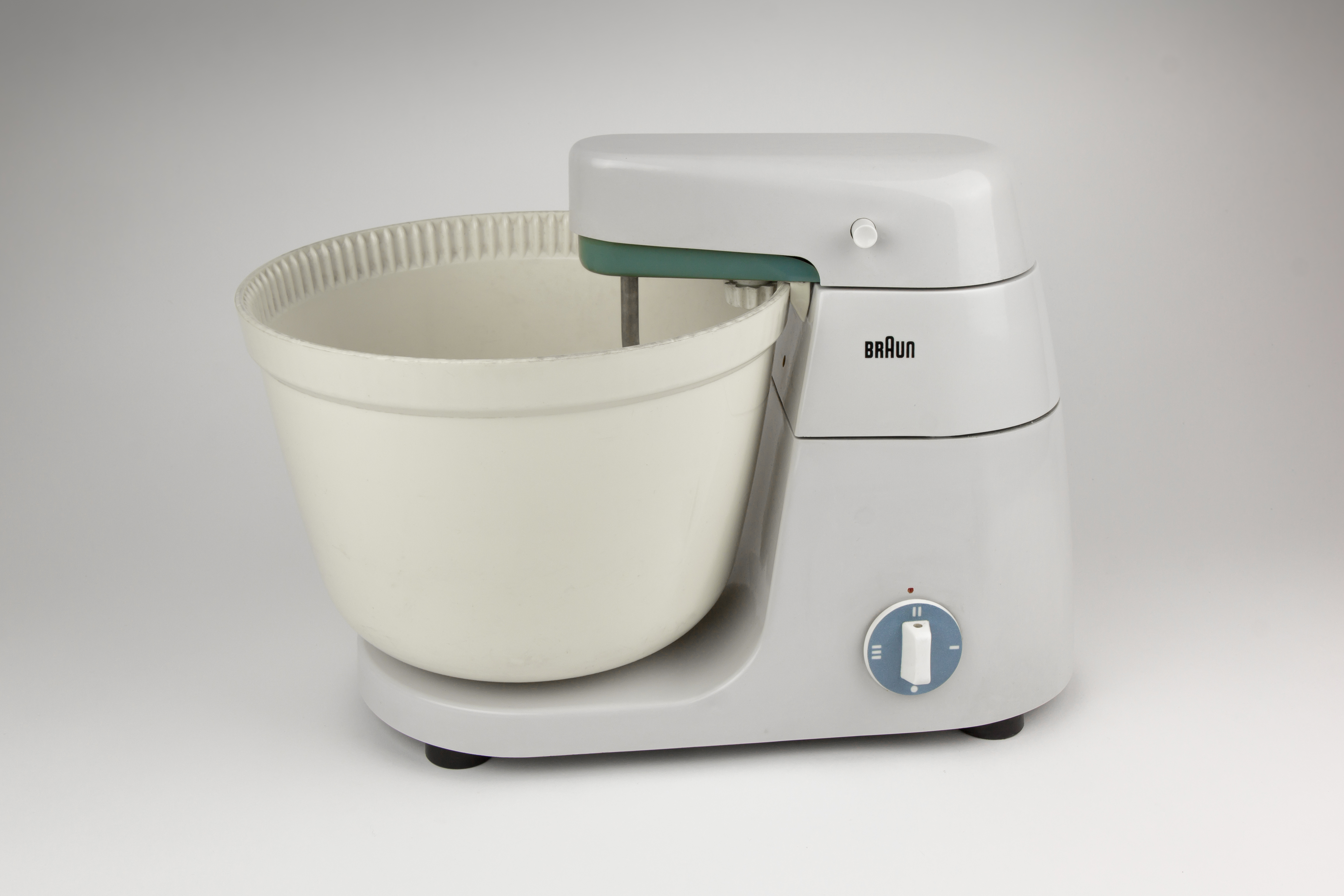
Köksmaskin, Braun KM 3.
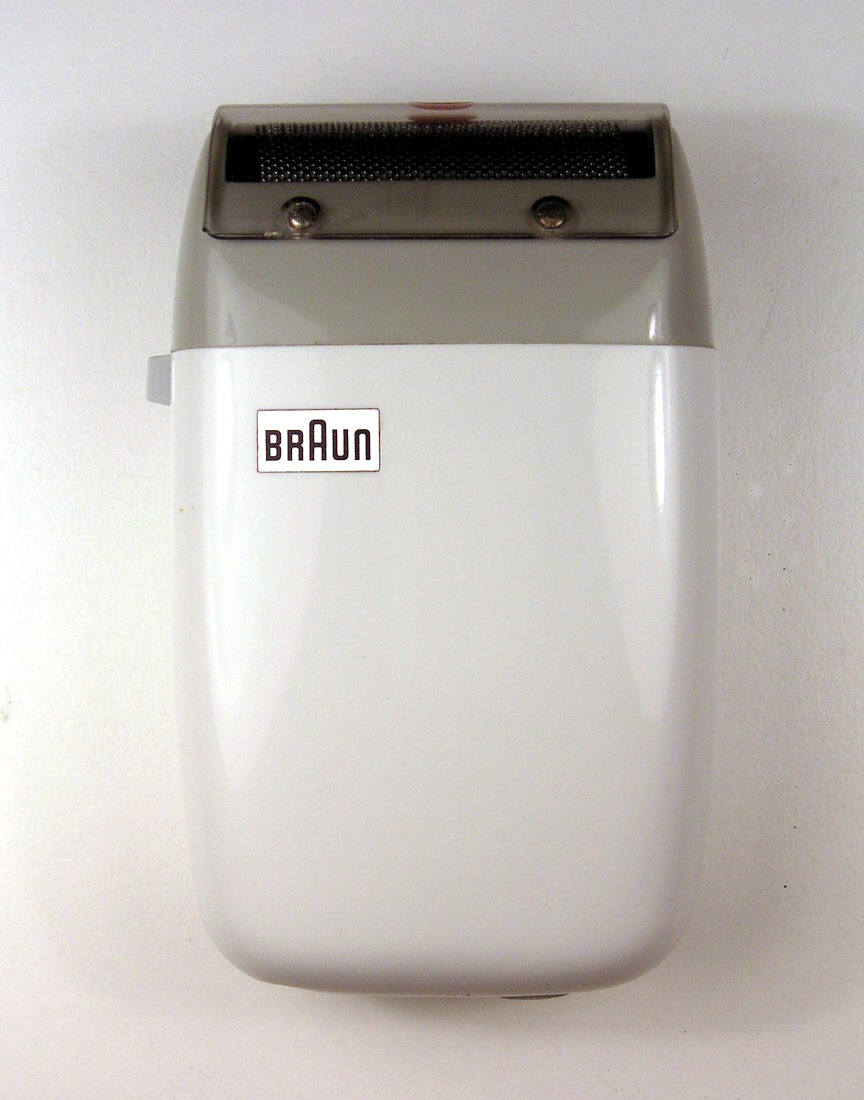
Rakapparat, Braun SM 3.
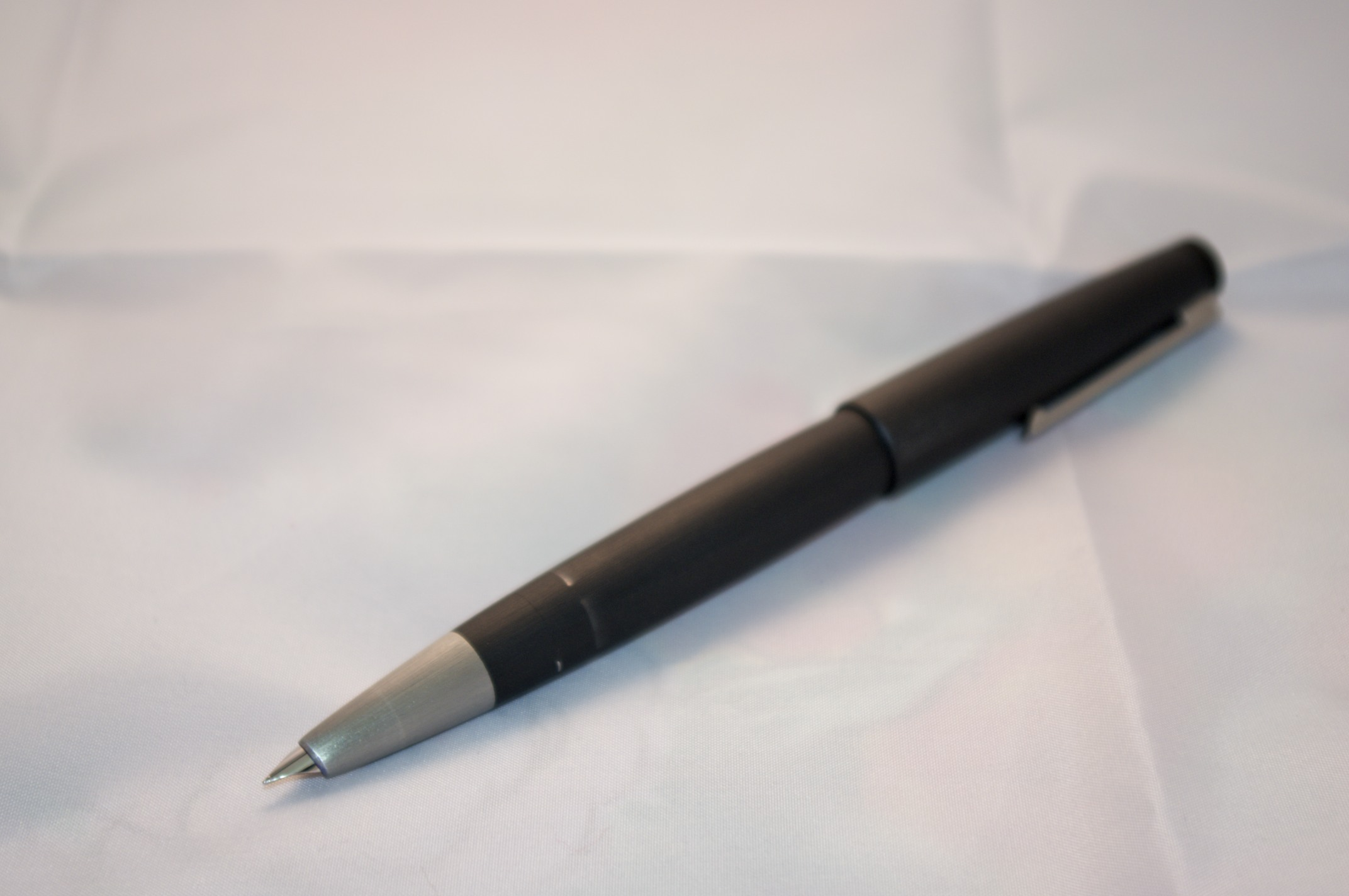
Reservoarpenna, Lamy 2000.